# Blåskrika
Blåskrika (Cyanocitta cristata) är en tätting inom familjen kråkfåglar som förekommer i Nordamerika. Den är en anpassningsbar och aggressiv allätare.

## Utseende

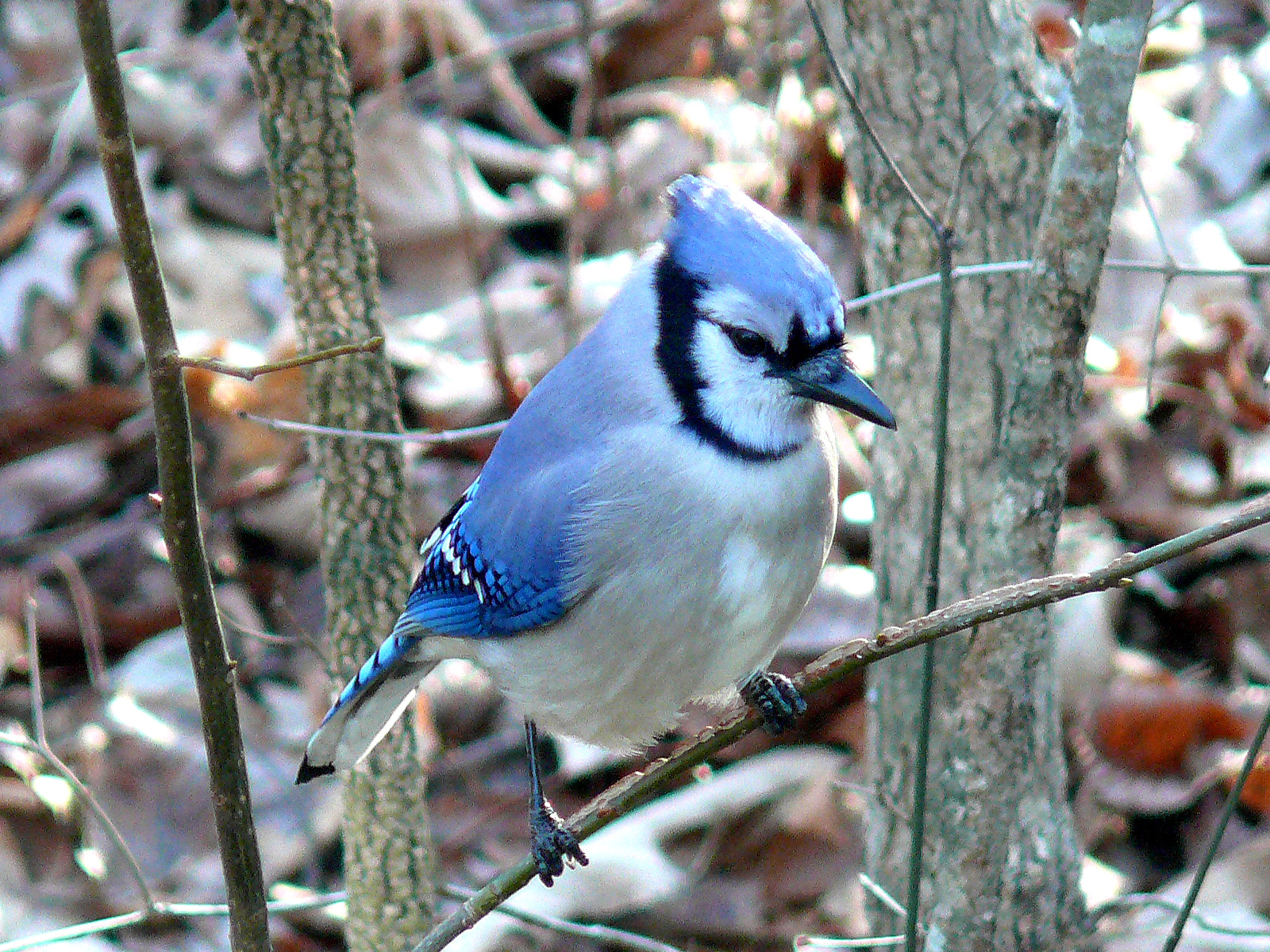

Blåskrikan mäter omkring 30 cm från näbb till stjärt och väger 70–100 g. Den har ett vingspann på 34–43 cm. Dess fjäderdräkt är lavendelblå till mellanblå på hjässan, ryggen, vingarna och stjärten, och dess ansikte är vitt. Undersidan är smutsvit och halsen har en svart krage som sträcker sig till huvudets sidor. Vingarnas handpennor och stjärtfjädrarna har kraftiga ränder i svart, himmelsblått och vitt.
Näbben, benen och ögonen är helt svarta. Hanar och honor är nästan identiska, men hanarna är något större. Den har en utpräglad tofs på huvudet, en fjäderkrona, som kan resas eller sänkas beroende på fågelns sinnesstämning. När fågeln är upphetsad eller aggressiv kan tofsen ställas rätt upp. När fågeln är skrämd, spretar tofsen utåt, som en borste. När fågeln äter tillsammans med artfränder eller vilar sig, ligger tofsen slätt på huvudet.
Liksom hos andra fåglar med blåa färgtoner, härrör blåskrikans färgning inte från pigment, utan beror på ljusrefraktion på grund av den inre strukturen i fjädrarna. Om en blå fjäder krossas, försvinner det blåa eftersom strukturen är förstörd.

## Utbredning och biotop
Blåskrikan förekommer från södra Kanada söderut till Texas och Florida. Den häckar i blandskog, lövfällande skog, parker och bostadsområden från Kanada i norr, över östra Nordamerika och söderut till Florida och nordöstra Texas. Utbredningsområdets västra kant slutar där den torra tallskogen och busklandet som är biotop för den närbesläktade granskrikan börjar. Nyligen har blåskrikans utbredning utvidgats åt nordväst så att den nu är en regelbunden men ännu ovanlig höstflyttare längs norra Stillahavskusten.
Blåskrikan delas in i fyra underarter med följande utbredning:
- C. c. bromia – södra Kanada från östra British Columbia till Newfoundland och söderöver i USA från North Dakota till östra Montana, nordöstra Nebraska och centrala Missouri samt i öster till sydcentrala Illinois, centrala Indiana, nordöstra Kentucky, nordöstra Tennessee och sydcentrala Virginia; vintertid också i sydöstra USA från Texas till nordöstra Georgia
- C. c. cyanotephra – sydöstra Wyoming och Nebraska (förutom i nordost) söderut genom östra Colorado, västra Kansas och Oklahoma till norra Texas
- C. c. cristata – södra Missouri, södra Illinois, sydvästra Indiana, västra Kentucky, Tennessee (utom längst i nordost), sydvästra Virginia och North Carolina söderut till sydöstra Texas, kusten utmed Mexikanska golfen samt centrala Florida
- C. c. semplei – södra halvan av Florida (söderut från Hillsborough och Osceola Counties)

Blåskrikan är delvis flyttfågel. Den kan flytta flera hundra kilometer söderut i de nordligaste delarna av utbredningen. Den flyttar på dagtid i löst hållna flockar om 5 till 250 fåglar. Blåskrikan bebor många olika biotoper inom dess stora utbredningsområde, från tallskogarna i Florida till gran- och ädelgranskogarna i norra Ontario. Den är mindre vanlig i de tätare skogarna och föredrar blandade skogslandskap med ekar och bokar.

## Beteende
Blåskrikan är vanligen aggressiv mot andra fåglar, och jagar fåglar från fågelbord eller andra födokällor. Den kan jaga rovfåglar, såsom hökar och ugglor, som emellanåt tar blåskrikor, och skriker om den ser en predator inom sitt territorium. Blåskrikan kan också vara aggressiv mot människor som kommer nära dess bo, och om en uggla vilar nära boet på dagen attackerar blåskrikan den tills den tar sig en ny viloplats. Blåskrikan flyger långsamt och är ett lätt byte för hökar och ugglor när den flyger i öppna landskap. Den flyger med kropp och stjärt hållna parallellt, med långsamma vingslag.

Blåskrikan är känd för att plundra andra fåglars bon. Den kan stjäla ägg, ungar och bon. Den tar över bon från vandringstrast. Unga blåskrikor samlar bjärt färgade eller reflekterande föremål, som kapsyler eller bitar av aluminiumfolie, och bär dem en stund.

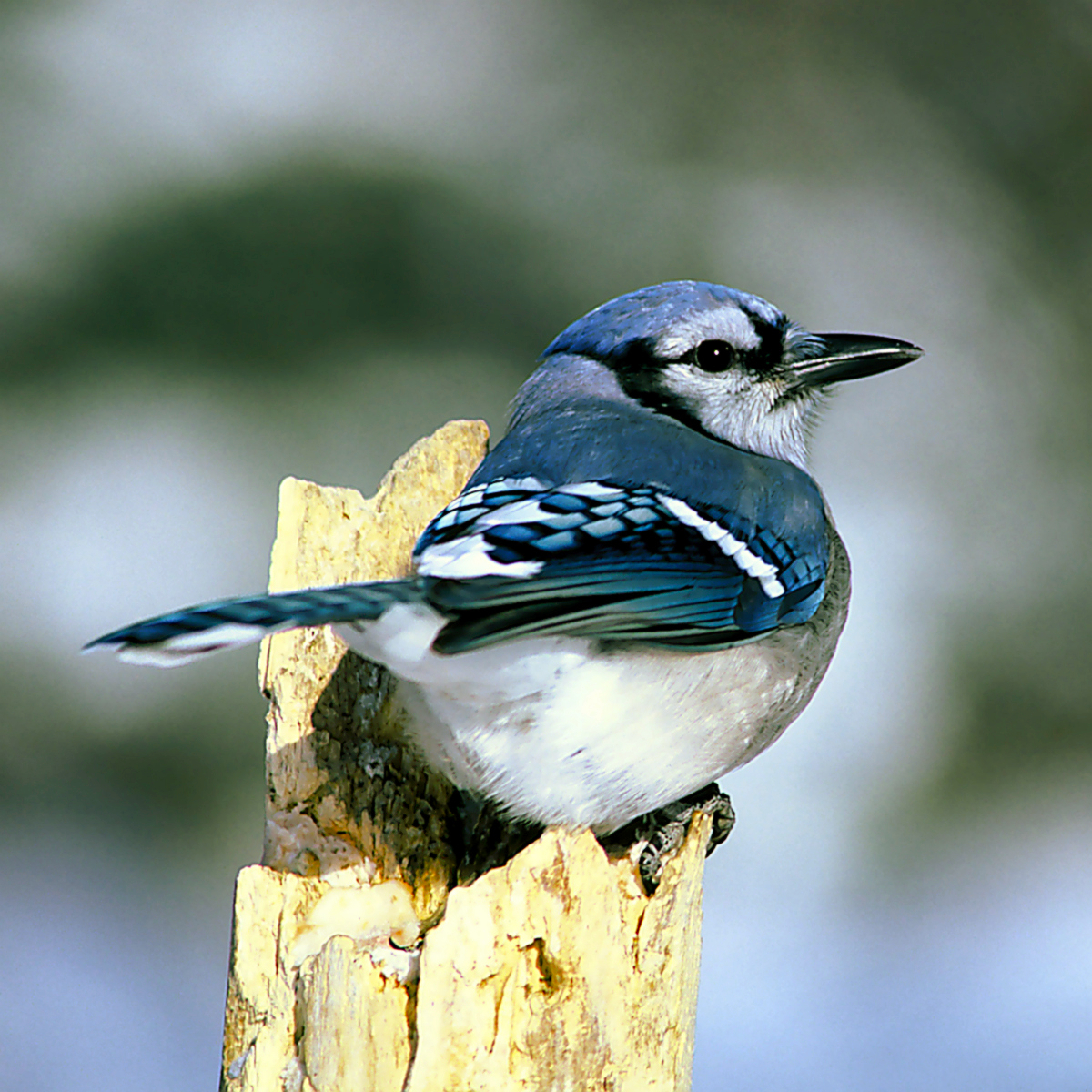
Vilande blåskrika

Blåskrikor i fångenskap har setts använda remsor av tidningspapper som verktyg för att få tag på föda.

### Läte
Lätet är liksom hos de flesta närbesläktade arter varierat, men det mest igenkända lätet är varningslätet, som är ett högljutt, nästan mås-likt skrik. Det förekommer också ett gällt jayer-jayer-läte som tilltar i hastighet när fågeln blir mer uppjagad. Blåskrikor använder dessa läten för att hålla samman och driva bort rovdjur som hökar från boet. 
Blåskrikor har också tysta, nästan subliminala läten som de använder när de befinner sig nära varandra. Ett av de mest distinkta lätena av denna typ beskrivs ofta som den "rostiga pumpen" på grund av dess likhet med ljudet av en gammaldags handdriven vattenpump. Faktum är att de kan utföra en stor mångfald olika läten och det kan förekomma stora skillnader i stil mellan olika individer. Liksom andra kråkfåglar, kan blåskrikor lära sig att härma mänskligt tal.

### Föda
Födan söks både på marken och i träd och består av nästan alla kända typer av växt- och djurkällor, såsom ekollon och bokollon, gräsfrön, utsäde, frukter och andra bär, jordnötter, bröd, kött, ägg och ungar, små ryggradslösa djur av många sorter, smulor i parker och mat på fågelbord. Blåskrikor plundrar också andra fåglars bon för att attackera deras ungar. 

### Häckning
Häckningssäsongen börjar i mitten av mars, får sin höjdpunkt i april till maj och fortsätter in i juli. Vilket lämpligt träd eller större buske som helst kan användas för häckningen, men en städsegrön föredras, och boet byggs på 3 till 10 meters höjd. Föräldrarna bygger ett koppformat bo av grenar, små rötter, barkremsor, mossa, annat växtmaterial, tyg, papper och fjädrar, ibland med lera tillsatt koppen.
Båda könen bygger boet och uppfostrar ungarna, men bara honan ruvar dem. Hanen utfodrar honan medan hon ruvar på äggen. Vanligtvis läggs 4–5 ägg som ruvas i 16–18 dagar. Ungarna blir vanligen flygga efter 17–21 dagar. Blåskrikor bildar oftast livslånga monogama par.
När ungarna har blivit flygga, färdas och födosöker familjen tillsammans till början av hösten.

## Status och hot
Arten har ett stort utbredningsområde och det finns inga tecken på vare sig några substantiella hot eller att populationen minskar. Utifrån dessa kriterier kategoriserar IUCN arten som livskraftig (LC).

## Bildgalleri

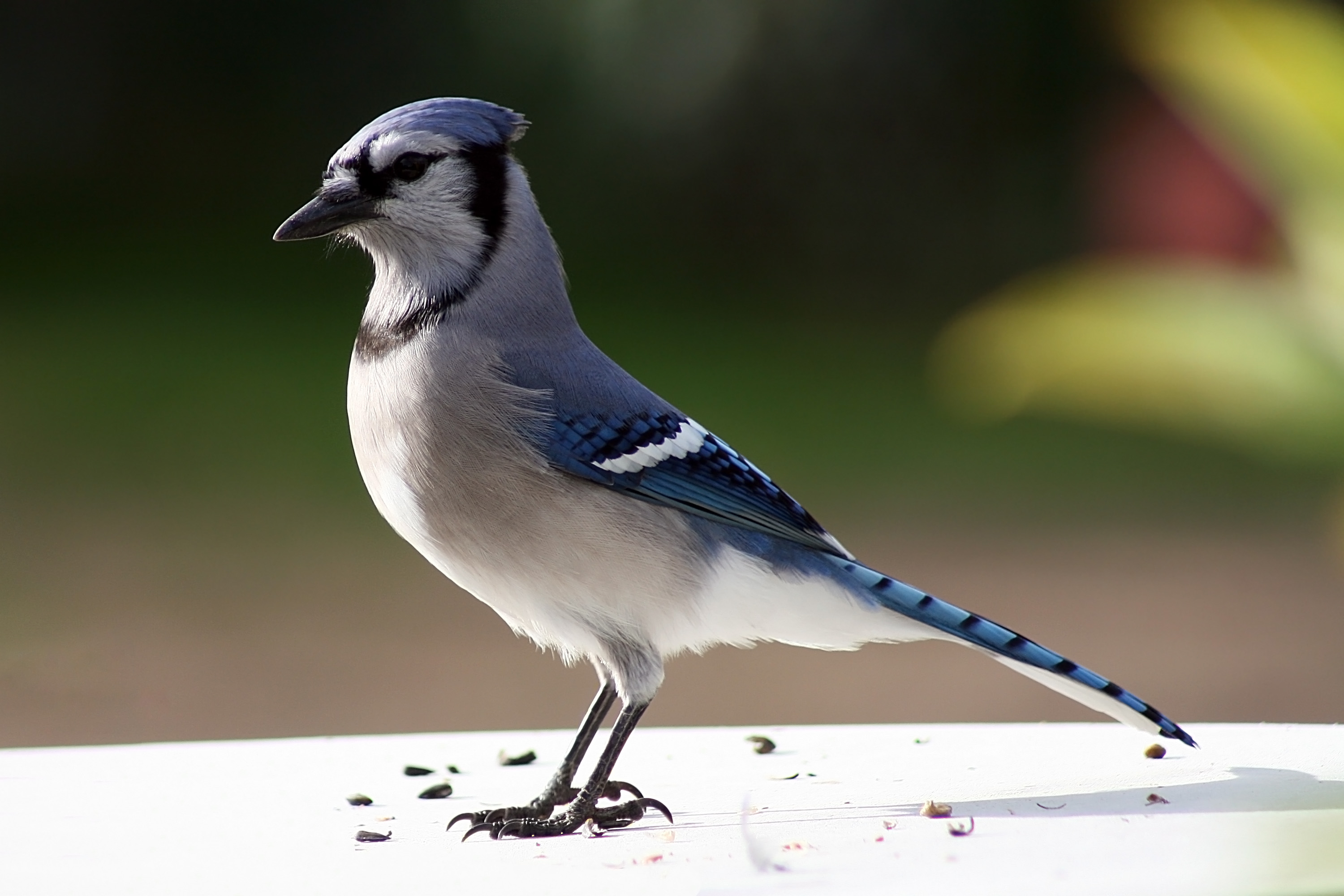
Ontario, Canada
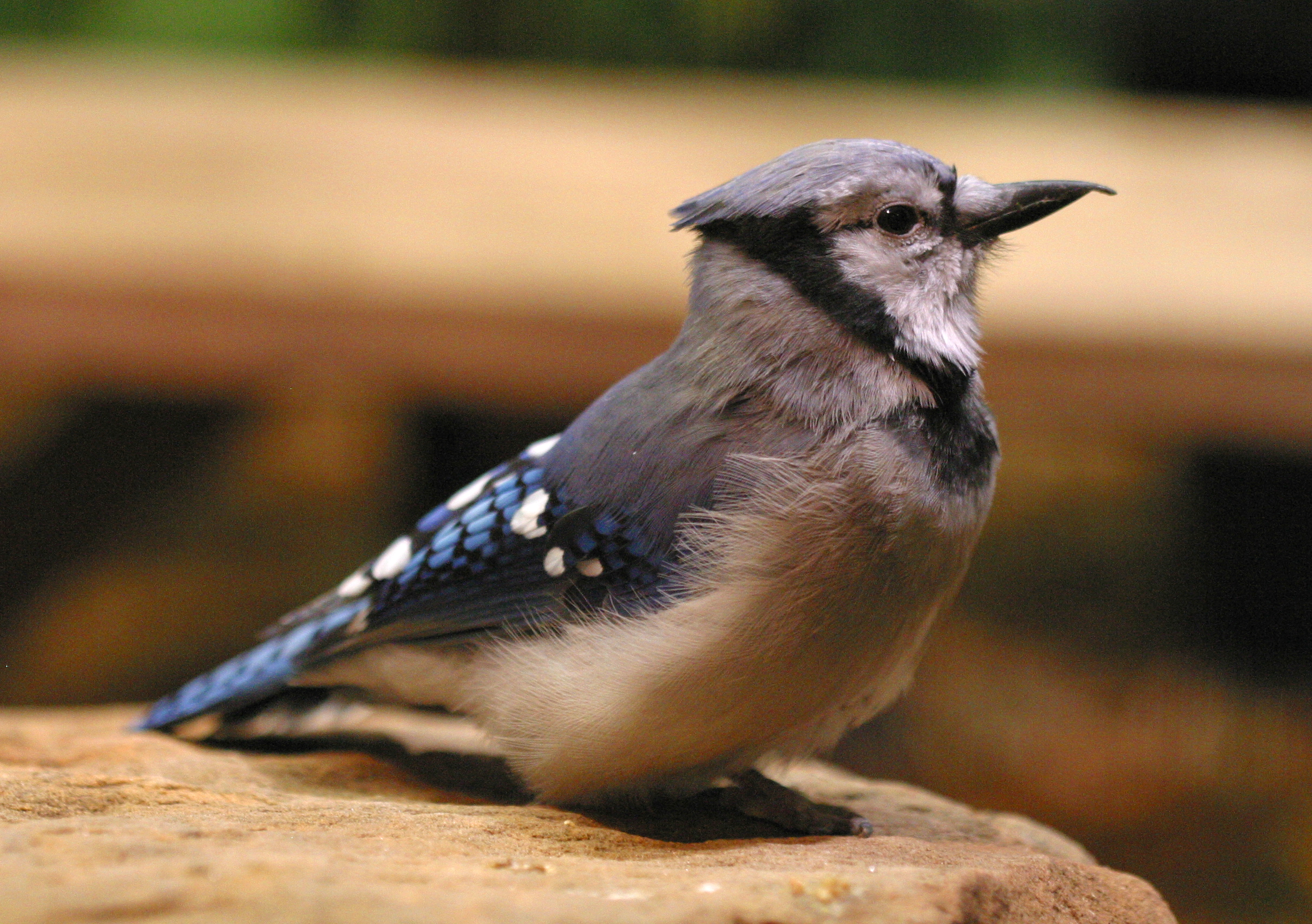
I National Aviary